# Maximilian Haslberger
Maximilian Haslberger (* 1984 in Minneapolis, Minnesota, USA) ist ein amerikanisch-deutscher Filmregisseur und Showrunner.

## Leben
Maximilian Haslberger studierte an der Université Paris-Sorbonne. Von 2007 bis 2013 belegte er den Studiengang Regie-Dokumentarfilm an der Filmakademie Baden-Württemberg in Ludwigsburg. Nach seinem Abschlussfilm konnte er, unterstützt von einem Stipendium, ein weiteres Jahr an der Columbia University in New York studieren. Im Jahre 2013 gründete er die Produktionsfirma Amerikafilm GmbH.

## Filmografie

### Als Regisseur
- 2007: Kill Bull (Kurzfilm)
- 2010: Als wir noch Kinder waren (Kurzfilm)
- 2011: Das Letzte Kapitel (Dokumentarfilm)
- 2014: Die Menschenliebe

### Als Produzent
- 2011: Das Letzte Kapitel (Dokumentarfilm)
- 2011: Balaghany Ayyoha Al Malek Al Sa'eed (Dokumentarkurzfilm)
- 2014: Ich will mich nicht künstlich aufregen
- 2018: Weitermachen Sanssouci
- 2019: Golden Twenties

## Preise und Auszeichnungen
- 2014 Bester Dokumentarfilm beim First Steps Award